# Андрій Бабинський
Андрі́й Семе́нович Ба́бинський (? — 1589) — руський шляхтич з роду Бабинських, власного гербу. Зем'янин у Луцькому повіті Волинського воєводства, Пинському повіті Берестейського воєводства та Овруцькому старостві Київського воєводства Речі Посполитої. Військовий та державний діяч. Родове гніздо — Бабин.

## Відомості
Єдиний відомий син Семена Бабинського. Слуга Василя-Костянтина князя Острозького. Перший з представників роду Бабинських який у першоджерелах згадується з гербом Бій (пол. — Bojcza). У 1568 році отримав через матір Марію Чаплич село Ольшани у Луцькому повіті Волинського воєводства. Згадується в листі від 23 квітня 1567 року який написав великий гетьман литовський Григорій Ходкевич до Романа Федоровича князя Сангушка, під час підготовки походу на північну Русь під Чашники. Учасник творення каптурового суду в Луцьку під час безкоролів'я.1569 року Андрій Бабинський серед шляхтичів, які підписали Люблінську унію. У період з 1571 по 1577 рік мав низку суперечок з володимирським підстаростою та підляським стольником Станіславом Ґраєвським.
Відомо, що мав як найменше два шлюби. Ім'я та рід першої дружини невстановлено, другим шлюбом з Тамілою Лозкою. Між 1577 та 1578 роком під час великого походу татар на Волинь ними було спалено родове гніздо Бабин. 1588 року провів розмежування своїх володінь з Ганною Гостською. Помер у 1589 році. Маєтності Андрія Бабинського були поділені у 1603 році між його синами Василем, Левом та Іваном Бабинськими.
Основні відомі володіння: Бабин та Ольшани у Луцькому повіті, Кам'яне, Лінчин, Вири, Селище у Овруцькому старостві, Озеряни у Пинському повіті.

## Спадкоємці
- Василь Бабинський
- Лев Бабинський
- Іван Бабинський
- Костянтин Бабинський
- Катерина Бабинська

перший шлюб (1569): Іван Іванович Городиський. Діти Семен, Іван та Степан Городиські.
другий шлюб (з 1575): луцький ґродський писар Семен Іванович Хребтович-Богуринський.
- Софія Бабинська у шлюбі з Іваном Дмитровичем Козинським. Діти: Костянтин Козинський, у шлюбі з Галшкою Бруякою та Андрій Козинський.